# Elvino Ventura
Elvino Michele Ventura, noto come Elvino Ventura (Palermo, 1875 – Milano, 1931), è stato un tenore italiano, attivo tra il 1895 e il 1920.

## Biografia
Elvino Michele Ventura nacque a Palermo nel 1875.
Tenore lirico leggero, dal timbro chiaro e squillante, studiò a Palermo e a Milano. Nel 1895 debuttò al Teatro di Catania nell'opera Rigoletto di Giuseppe Verdi. Nel 1896, a Pesaro, fu Turiddu in Cavalleria Rusticana, diretto da Pietro Mascagni in persona. Nei primi anni di carriera cantò a Milano, Firenze, Trieste, al Teatro Massimo di Palermo insieme al soprano Fausta Labia. Fu attivo anche a Montevideo e Buenos Aires e in molti altri teatri argentini. Nel 1897 fu tenore protagonista (Marziale Colonna) dell'opera Forza d'amore di Arturo Buzzi-Peccia, in prima esecuzione assoluta al Teatro Regio di Torino, con la direzione Arturo Toscanini. Nel 1900 cantò nel ruolo di Alfredo in La Traviata al Teatro Carlo Felice di Genova, insieme ad Angelica Pandolfini e Titta Ruffo.
Il 17 gennaio del 1901 partecipò al Teatro La Fenice di Venezia, nel ruolo di Florindo, all'opera Le Maschere di Ruggero Leoncavallo, rappresentata in contemporanea in sei teatri italiani. Proseguì la sua carriera nei più importanti teatri italiani, fu presente al Teatro San Carlo di Napoli e al Teatro Costanzi di Roma (l'attuale Teatro dell'Opera di Roma) come Osaka nell'Iris di Pietro Mascagni e Cavaradossi in Tosca nella stagione 1901-02 con Emma Carelli e ancora Iris di Pietro Mascagni nella stagione 1909-10 con la direzione del compositore e con Maria Farneti. Nel 1910, di ritorno da una tournée in Sud America con Madama Butterfly di Giacomo Puccini, Iris di Mascagni, Manon di Massenet e la nuova opera Lord Byron di Luigi Stefano Giarda, fu ingaggiato al Teatro Massimo di Catania per celebrare 12 anni di carriera con la Dannazione di Faust di Berlioz, Tosca di Puccini e Wally  di Catalani. All'estero fu artista ospite nei teatri di Londra, Parigi, San Pietroburgo e Varsavia; con la Compagnia Castellano girò nel 1909 l'Olanda e il Belgio.
Elvino Ventura si ritirò dalla scene nel 1920 e, stabilitosi a Milano, diresse una scuola di canto. Morì per un attacco di cuore il 7 marzo 1931 al Teatro Carcano di Milano; si trovava in fila per acquistare un biglietto per il debutto del suo allievo Aldo Sinnone (tenore) nell'opera Cavalleria Rusticana.
Fu interprete di molte incisioni discografiche per Gramophone, Fonotipia, ecc.
Il fratello minore di Elvino Ventura fu comprimario, con il nome di Lodovico Oliviero, prima all'Opera di Chicago e successivamente al Metropolitan di New York.

## Repertorio operistico
| Ruolo            | Opera                | Autore              |
| ---------------- | -------------------- | ------------------- |
| Turiddu          | Cavalleria rusticana | Pietro Mascagni     |
| Marziale Colonna | Forza d'amore        | Arturo Buzzi-Peccia |
| Alfredo          | La Traviata          | Giuseppe Verdi      |
| Osaka            | Iris                 | Pietro Mascagni     |
| Florindo         | Le Maschere          | Pietro Mascagni     |
| Elvino           | La Sonnambula        | Vincenzo Bellini    |
| Loris Ipanoff    | Fedora               | Umberto Giordano    |
| Des Grieux       | Manon                | Jules Massenet      |

## Discografia
- 1903 – Elvino Ventura, Salvatore Cottone, Spirto gentil - La Favorita di G. Donizetti, , Gramophone Monarch Record 052003
- 1903 – Elvino Ventura, Salvatore Cottone, Tue che a Dio spiegasti l'ale (Lucia di Lammermoor di G. Donizetti), , Gramophone Concert Record G. C.-52728, Regno Unito